# Le Mal en elle
Pour les articles homonymes, voir Blind Date.
Pour plus de détails, voir Fiche technique et Distribution.
Le Mal en elle (Return to Sender), également titré Blind Date, est un film américain réalisé par Fouad Mikati, sorti en 2015.

## Synopsis
Miranda Wells (Rosamund Pike), infirmière célibataire, vit dans une ville des États-Unis. Secrète et introvertie depuis la mort de sa mère avec laquelle elle se trouvait seule lorsque celle-ci est décédée d’une crise d’asthme (on apprendra plus tard qu’elle n’a rien fait pour la sauver), elle a du mal à se lier. Peu commode, elle est vite agressive. Sous une apparence lisse, il s’agit en fait d’une femme extrêmement perturbée. Et c’est non sans raisons que son vieux père (Nick Nolte), quincailler à la retraite, s'inquiète pour elle. Cependant, énergique et décidée, c'est une excellente infirmière Misant tout sur sa réussite professionnelle, elle vise un poste d'assistante dans un bloc opératoire.
L'une de ses collègues organise pour elle un rendez-vous avec un inconnu (« a Blind Date ») dont Miranda ne connaît que le prénom : Kevin. Le jour du rendez-vous, elle entend du bruit sur la terrasse de sa maison. Elle aperçoit un homme (Shiloh Fernandez) devant sa porte et, croyant qu'il s'agit de Kevin, lui ouvre. En fait, il s'agit de William Finn, un marginal, intérimaire à la plonge dans le restaurant où elle a pratiqué en urgence et avec sang-froid une trachéotomie, sauvant ainsi un homme menacé d'étouffement. Fasciné par la jeune femme et toujours en quête d'une bonne fortune, il l’a suivie jusque chez elle. Rapidement, Miranda se rend compte de sa méprise et demande à l'inconnu de sortir. C'est alors que celui-ci ferme le verrou de la porte d’entrée et, en proie à une violente pulsion, la frappe et la viole avec une extrême brutalité dans sa cuisine.
Alors qu'il allait prendre la fuite, le violeur est rapidement arrêté sur son lieu de travail et incarcéré. Traumatisée physiquement et surtout psychologiquement, Miranda tente de se reconstruire, mais le choc a été tel que, désormais en proie à des tremblements de mains incontrôlables, elle ne peut plus obtenir le poste dont elle rêvait. L’agression qu’elle a subie a sonné le glas de ses espoirs professionnels, sur lesquels elle avait tout misé. De plus en plus renfermée et agressive, elle ne supporte plus rien, à commencer par le chien de son père. L'animal, que lui confie son père, ne tardera pas à mourir prématurément, empoisonné peu à peu par l’antigel qu’elle lui administre quotidiennement. Ruminant sa détresse, elle commence à écrire à son violeur qui croupit en cellule, où il ne tarde pas à être le souffre-douleur d’autres prisonniers avant de prendre à son tour le dessus sur son compagnon de cellule, qu’il tyrannise. Au début, ses lettres sont renvoyées à Miranda non ouvertes. Puis, un jour, William finit par écrire un mot (« Tu as gagné ») sur le dos de l'enveloppe d'une de ses lettres. Elle comprend alors qu’elle peut enfin aller le voir au parloir. Un lien fragile s'établit peu à peu entre ces deux êtres qui n'auraient jamais dû se rencontrer.
À sa sortie de prison, William se présente à la porte de Miranda. Elle ne le fait pas entrer mais accepte qu'il l'aide à mener à bien des travaux d'embellissement extérieur de cette maison qu'elle n'arrive pas à vendre depuis que celle-ci a été le théâtre d'un viol. Par hasard, son père, qui a croisé William dans son ex-quincaillerie - où celui-ci, voyou incorrigible, s’est comporté comme en terrain conquis - apprend cette ébauche d'idylle et, scandalisé, fait part de son incompréhension à sa fille qui ne veut rien entendre, comme si elle poursuivait un but secret.
Un jour que William aide Miranda à installer une moustiquaire sur la terrasse, il est pris d'un violent mal de ventre après qu'elle lui ait servi à boire. Il perd connaissance et se retrouve ligoté, allongé dans un lit, dans la cave. La vengeance de Miranda va être terrible : pendant qu’il sanglote de détresse impuissante, elle lui déclare impitoyable et calmement : « Oui, j’ai gagné », faisant ainsi écho au petit mot qu’il avait imprudemment griffonné sur l’enveloppe de la dernière lettre qu’elle lui avait envoyée.

## Fiche technique
- Titre français : Le Mal en elle
- Titre alternatif : Blind Date
- Titre original : Return to Sender
- Réalisation : Fouad Mikati
- Scénario : Patricia Beauchamp & Joe Gossett
- Musique : Daniel Hart
- Photographie : Russell Carpenter
- Production : Candice Abela-Mikati & Holly Wiersma
- Sociétés de production : Boo Pictures, Holly Wiersma Productions & Voltage Pictures (en)
- Société de distribution : Image Entertainment
- Pays :  États-Unis
- Langue : anglais
- Format : couleur - 2.35:1
- Genre : Drame
- Durée : 95 min
- Dates de sortie : 
  -  États-Unis : 14 août 2015
  -  France : 6 janvier 2016 (en DVD)
- Interdit aux moins de 12 ans.

## Distribution
- Rosamund Pike (VF : Laura Blanc) : Miranda Wells
- Shiloh Fernandez (VF : Nessym Guetat) : William Finn
- Nick Nolte (VF : Jean Barney) : Mitchell Wells
- Camryn Manheim (VF : Murielle Naigeon) : Nancy
- Alexi Wasser (VF : Brigitte Aubry) : April
- Rumer Willis : Darlene
- Illeana Douglas (VF : Aurore Bonjour) : Judy
- Billy Slaughter : Kevin
- Stephen Louis Grush : Randy
- Donna Duplantier : Karen
- Scout Taylor-Compton (VF : Cindy Lemineur) : Crystal

## Version française
- Société de doublage : Studio Belleville
- Direction artistique : Monika Lawinska
- Adaptation des dialogues : Frédéric Alameunière
- Enregistrement et mixage : Lucas Masson